# Salama Moussa
Salama Moussa (سلامة موسى), né le 4 février 1887 à Zagazig et mort le 4 août 1958, est un écrivain, journaliste et réformateur égyptien.
Né en 1887 d'une famille copte orthodoxe, il s'intéresse rapidement à la science et la culture. En 1908, il se rend en Europe où il étudie la littérature, la philosophie, les sciences naturelles et les sciences humaines et sociales. Il a appartenu à un groupe d'intellectuels qui a demandé la simplification de la langue arabe et de sa grammaire et la reconnaissance de l'arabe égyptien comme étant la langue égyptienne moderne, ce qui a été beaucoup critiqué par des conservateurs. 
En 1920, il participe à la fondation du Parti socialiste égyptien et tente de concilier les principes réformistes de George Bernard Shaw et les idées révolutionnaires de Karl Marx.
Il est notamment l'auteur de  El akl el batin aw mokawamat el nafs (La raison cachée ou les constituants de l'âme, 1929) et Tarbiet Salama Moussa (L'éducation de Salama Moussa, 1948). Dans La Femme n'est pas un jouet de l'homme, il affirme d'une manière avant-gardiste qu'il faut instituer l'égalité entre hommes et femmes dans les sociétés, en particulier l'égalité économique et sur le plan de l'héritage.
Gravement malade, il meurt le 4 août 1958.